# Congregación de la Inmaculada Concepción
La Congregación de la Inmaculada Concepción (oficialmente en latín: Congregatio Canonicorum Regolarium Immaculatae Conceptionis), también conocida como Canónigos Regulares de San Agustín de la Congregación de la Inmaculada Concepción, es una orden religiosa católica de canónigos regulares de derecho pontificio y una de las ramas de la Orden de Canónigos Regulares de San Agustín, fundada por Adrien Gréa en la localidad de Saint-Claude (Francia) en 1865. A los religiosos de este instituto se les conoce como canónigos regulares de la Inmaculada Concepción y posponen a sus nombres las siglas C.R.I.C.

## Historia
El sacerdote francés Adrien Gréa, siendo vicario general de la diócesis de Saint-Claude, formó una congregación de jóvenes estudiantes con el fin de recuperar la celebración litúrgica en la iglesia de Baudin. El 21 de noviembre de 1865, decidió convertir esta asociación en una congregación de clérigos regulares, al interno de la Orden de Canónigos Regulares de San Agustín, con la aprobación diocesana del obispo Louis-Anne Nogret del 8 de septiembre de 1871. El 8 de abril de 1876 fue elevada a la categoría de congregación pontificia, mediante decretum laudis del 8 de abril de 1876, del papa Pío IX.

## Organización
La Congregación de la Inmaculada Concepción hace parte de la Confederación de Canónigos Regulares de San Agustín. La Orden tiene un gobierno centralizado y recae sobre el superior general, que en el instituto es llamado prepósito general.
Los canónigos regulares de la Inmaculada Concepción se dedican a las actividades parroquiales y a la dignificación de la liturgia. En 2017, el instituto contaba con unos 49 canónigos, de los cuales 43 eran sacerdotes, y unos 17 monasterios, presentes en Brasil, Estados Unidos, Francia, Italia, Perú y Reino Unido.